# Siévoz
Siévoz település Franciaországban, Isère megyében. Lakosainak száma 134 fő (2022. január 1.). Siévoz Nantes-en-Ratier, Oris-en-Rattier, Saint-Laurent-en-Beaumont, Valbonnais és La Valette községekkel határos.

## Népesség
A település népessége az elmúlt években az alábbi módon változott:
| Lakosok száma | 140  | 102  | 102  | 132  | 127  | 136  | 136  | 133  | 132  | 134  |
|               | 1968 | 1982 | 1990 | 2006 | 2013 | 2015 | 2017 | 2019 | 2020 | 2022 |